# Polymera chiriquiensis
Polymera chiriquiensis är en tvåvingeart som beskrevs av Alexander 1941. Polymera chiriquiensis ingår i släktet Polymera och familjen småharkrankar.
Artens utbredningsområde är Panama. Inga underarter finns listade i Catalogue of Life.